# Francesco Maria Imparati
Francesco Maria Imparati (Salerno, 9 luglio 1838 – 11 luglio 1892) è stato un arcivescovo cattolico italiano.
Fu segretario generale dell'Ordine dei frati minori  osservanti di S. Francesco d'Assisi, vescovo di Venosa e arcivescovo di Acerenza e Matera.

## Biografia
Francesco Maria Imparati nacque a Salerno il 9 luglio 1838 da Leopoldo, brigadiere di gendarmeria, e da Rosalia Laplaca e fu registrato all'anagrafe con i nomi di Graziano Giuseppe Maria.
Nel 1853 entrò a far parte dell'Ordine dei frati minori a Napoli e il 10 luglio 1859 emise i voti solenni.
Si trasferì a Roma per compiere studi letterati e scientifici e il 16 marzo 1861 fu ordinato sacerdote. 

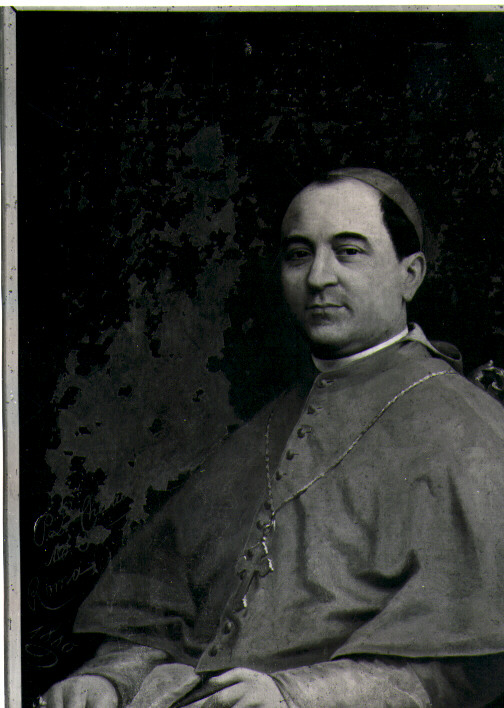
Francesco Maria Imparati (Roma 1880)

Si perfezionò sempre più divenendo dapprima lettore di filosofia e teologia all'archiginnasio francescano di Aracoeli, e, successivamente, insegnante di sacra eloquenza e di diritto canonico.

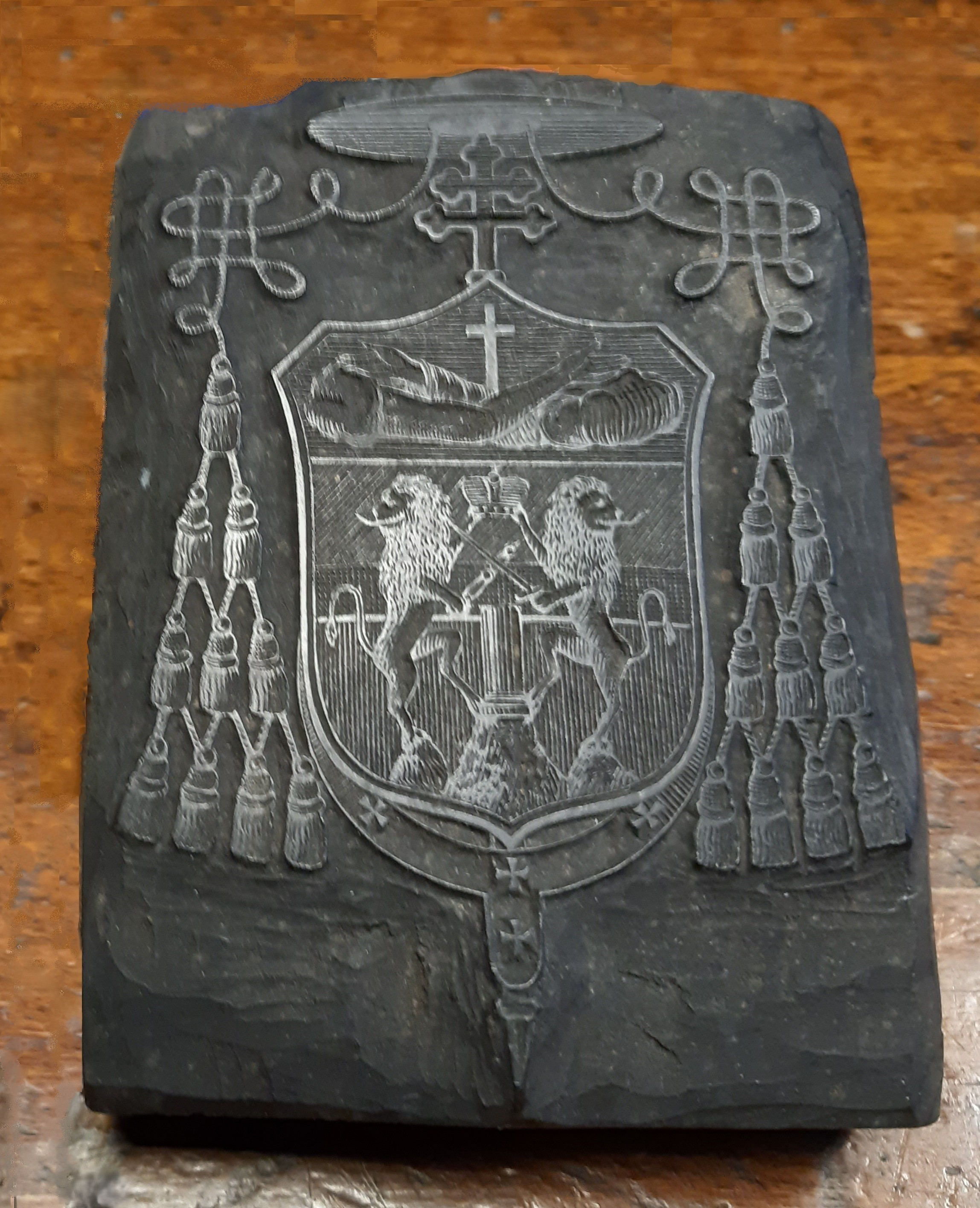
Timbro tipografico dello stemma episcopale di fr. Francesco Maria Imparati

Il 27 febbraio 1880 fu nominato vescovo di Venosa da papa Leone XIII. Ricevette la consacrazione episcopale il 7 marzo seguente per l'imposizione delle mani dal cardinale Gaetano Alimonda, cardinale presbitero di Santa Maria in Traspontina, co-consacranti i vescovi Antonio Maria Pettinari e Ezechias Banci.
Il 7 giugno 1890 fu promosso arcivescovo metropolita di Acerenza ed arcivescovo di Matera da papa Leone XIII.
Morì l'11 luglio 1892 mentre stava compiendo la sua prima visita pastorale.

## Genealogia episcopale
La genealogia episcopale è:
- Cardinale Scipione Rebiba
- Cardinale Giulio Antonio Santori
- Cardinale Girolamo Bernerio, O.P.
- Arcivescovo Galeazzo Sanvitale
- Cardinale Ludovico Ludovisi
- Cardinale Luigi Caetani
- Cardinale Ulderico Carpegna
- Cardinale Paluzzo Paluzzi Altieri degli Albertoni
- Papa Benedetto XIII
- Papa Benedetto XIV
- Cardinale Enrico Enriquez
- Cardinale Manuel Quintano Bonifaz
- Cardinale Buenaventura Córdoba Espinosa de la Cerda
- Cardinale Giuseppe Maria Doria Pamphilj
- Papa Pio VIII
- Papa Pio IX
- Cardinale Gustav Adolf von Hohenlohe-Schillingsfürst
- Arcivescovo Salvatore Magnasco
- Cardinale Gaetano Alimonda
- Arcivescovo Francesco Maria Imparati, O.F.M.Obs.